# Grand Prix Velké Británie 1959
Grand Prix Velké Británie 1959 (oficiálně 12th RAC British Grand Prix) se jela na okruhu Aintree v Liverpoolu ve Velké Británii dne 18. července 1959. Závod byl pátým v pořadí v sezóně 1959 šampionátu Formule 1.

## Závod
| Poř.   | No. | Jezdec              | Konstruktér     | Počet kol | Čas/Odstoupení | Pořadí na startu | Body |
| ------ | --- | ------------------- | --------------- | --------- | -------------- | ---------------- | ---- |
| 1      | 12  | Jack Brabham        | Cooper-Climax   | 75        | 2:30:11.6      | 1                | 8    |
| 2      | 6   | Stirling Moss       | BRM             | 75        | + 22.2         | 7                | 6,5  |
| 3      | 16  | Bruce McLaren       | Cooper-Climax   | 75        | + 22.4         | 8                | 4,5  |
| 4      | 8   | Harry Schell        | BRM             | 74        | + 1 kolo       | 3                | 3    |
| 5      | 18  | Maurice Trintignant | Cooper-Climax   | 74        | + 1 kolo       | 4                | 2    |
| 6      | 2   | Roy Salvadori       | Aston Martin    | 74        | + 1 kolo       | 2                |      |
| 7      | 14  | Masten Gregory      | Cooper-Climax   | 73        | + 2 kola       | 5                |      |
| 8      | 30  | Alan Stacey         | Lotus-Climax    | 71        | + 4 kola       | 12               |      |
| 9      | 28  | Graham Hill         | Lotus-Climax    | 70        | + 5 kol        | 9                |      |
| 10     | 48  | Chris Bristow       | Cooper-Borgward | 70        | + 5 kol        | 16               |      |
| 11     | 58  | Henry Taylor        | Cooper-Climax   | 69        | + 6 kol        | 21               |      |
| 12     | 52  | Peter Ashdown       | Cooper-Climax   | 69        | + 6 kol        | 23               |      |
| 13     | 46  | Ivor Bueb           | Cooper-Borgward | 69        | + 6 kol        | 18               |      |
| Ret    | 4   | Carroll Shelby      | Aston Martin    | 69        | Zapalování     | 6                |      |
| Ret    | 40  | Fritz d'Orey        | Maserati        | 57        | Nehoda         | 20               |      |
| Ret    | 42  | Ron Flockhart       | BRM             | 53        | Smyk           | 11               |      |
| Ret    | 38  | Jack Fairman        | Cooper-Climax   | 39        | Převodovka     | 15               |      |
| Ret    | 10  | Jo Bonnier          | BRM             | 37        | Brzdy          | 10               |      |
| Ret    | 22  | Ian Burgess         | Cooper-Maserati | 31        | Řazení         | 13               |      |
| Ret    | 24  | Hans Herrmann       | Cooper-Maserati | 21        | Převodovka     | 19               |      |
| Ret    | 64  | David Piper         | Lotus-Climax    | 19        | Přehřátí       | 22               |      |
| Ret    | 36  | Brian Naylor        | JBW-Maserati    | 18        | Řazení         | 14               |      |
| Ret    | 50  | Mike Taylor         | Cooper-Climax   | 17        | Řazení         | 24               |      |
| Ret    | 20  | Tony Brooks         | Vanwall         | 13        | Zapalování     | 17               |      |
| DNQ    | 54  | Keith Greene        | Cooper-Climax   |           |                |                  |      |
| DNQ    | 56  | Bill Moss           | Cooper-Climax   |           |                |                  |      |
| DNQ    | 60  | Mike Parkes         | Fry-Climax      |           |                |                  |      |
| DNQ    | 62  | Dennis Taylor       | Lotus-Climax    |           |                |                  |      |
| DNQ    | 44  | Trevor Taylor       | Cooper-Climax   |           |                |                  |      |
| DNQ    | 66  | Tim Parnell         | Cooper-Climax   |           |                |                  |      |
| Zdroj: |     |                     |                 |           |                |                  |      |

Poznámky
1. 1 2  Stirling Moss a Bruce McLaren získali půl bodu za zajetí nejrychlejšího kola.

## Průběžné pořadí po závodě
Pohár jezdců
|        | Pořadí | Jezdec        | Body |
| ------ | ------ | ------------- | ---- |
|        | 1      | Jack Brabham  | 27   |
|        | 2      | Tony Brooks   | 14   |
|        | 3      | Phil Hill     | 9    |
| 12     | 4      | Stirling Moss | 8,5  |
| 5      | 5      | Bruce McLaren | 8,5  |
| Zdroj: |        |               |      |

Pohár konstruktérů
|        | Pořadí | Konstruktér   | Body |
| ------ | ------ | ------------- | ---- |
|        | 1      | Cooper-Climax | 26   |
|        | 2      | Ferrari       | 16   |
|        | 3      | BRM           | 14   |
|        | 4      | Lotus-Climax  | 3    |
| Zdroj: |        |               |      |